# 윤영조
윤영조(尹永祚, 1943년 9월 10일 ~ )은 대한민국 정치인이다. 민선 경산시장을 역임했다. 경산시장 임기 중 정치자금법 위반으로 시장직을 잃게 되었다.

## 학력
- 경산초등학교
- 경산중학교
- 대구고등학교(1962년)
- 경북대학교 사범대학(1962년 3월 ~ 1966년 2월)
- 대구대학교 대학원  특수교육학과(1984년)
- 대구대학교 대학원 도시·지역계획전공 박사과정 수료

## 약력
- 청하중·자인중·경산여중·효성여중 교사 (1966년)
- 대건중학교 교사(1974년)
- 대구대학교·계명대학교 강사(1984년 ~ 1986년)
- 대구대학교 겸임교수
- 경상북도 교육위원회 위원(1995년)
- 경상북도 교육위원회 의장
- 2002.07 ~ 2004.11 제10대 경산시장(민선, 한나라당)
- 한나라당 중앙위원회 통상산업분과 상임위원
- 한나라당 박근혜 대통령후보 경산시 선거대책위원회 본부장(2007)

## 역대 선거 결과
|  | 58.89% |

|  | 18.75% |